# Jonathan Demme

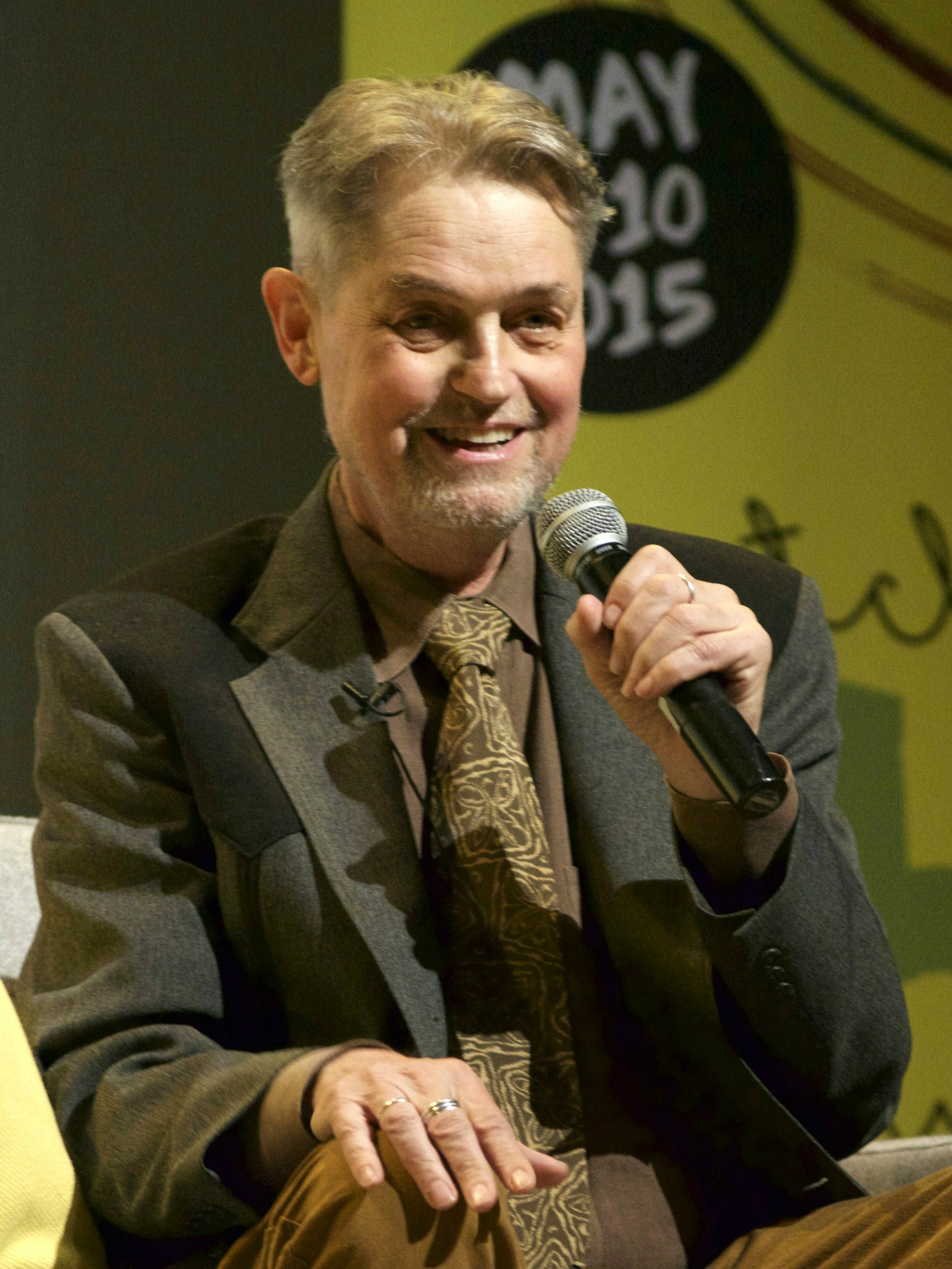
Jonathan Demme (2015)

Robert Jonathan Demme (* 22. Februar 1944 in Baldwin, New York; † 26. April 2017 in New York City) war ein US-amerikanischer Filmregisseur und Oscar-Preisträger. Seine bekanntesten Werke sind der Thriller Das Schweigen der Lämmer und das Justizdrama Philadelphia.

## Leben
Jonathan Demme wuchs in Long Island auf. Im Alter von 15 Jahren zog er mit seiner Familie nach Miami, wo er die High School und das College besuchte. Nach eigenen Angaben war er zum damaligen Zeitpunkt bereits ein „Movie Junkie“, beschränkte sich aber noch auf den US-Film. Der erste Nouvelle-Vague-Film, den er dann sah, Truffauts Schießen Sie auf den Pianisten (1960), beeindruckte ihn sehr, und er konnte die Redaktion der Collegezeitung überzeugen, ihn als Filmkritiker aufzunehmen.
Nach dem Collegeabschluss studierte er zunächst Veterinärmedizin, scheiterte aber schon nach kurzer Zeit wegen mangelhafter Chemiekenntnisse. Daneben schrieb er für kleinere Zeitungen als Kritiker, bis sein Vater den Produzenten Joseph E. Levine kennenlernte, durch den Demme einen Job als Presseagent bekam. In den folgenden Jahren arbeitete er bei verschiedenen Produktionsfirmen, unter anderem bei United Artists und Avco Embassy, schrieb aber auch weiterhin Kritiken. Anfang der 1970er Jahre drehte er Werbespots in London. Dort traf er dann den B-Movie-Regisseur Roger Corman, mit dem er von 1971 bis 1976 zusammenarbeitete. Von Corman stammte auch die Idee zum Bikerfilm Angels Hard as They Come (1971), für den Demme zusammen mit dem Regisseur Joe Viola das Drehbuch verfasste. Als Vorlage diente ihnen Akira Kurosawas Rashomon. Demme produzierte den Film, Viola führte Regie.
Als Regisseur trat Demme dann zum ersten Mal bei Das Zuchthaus der verlorenen Mädchen (1974) in Erscheinung. 1977 drehte er Handle with Care, der ihm positive Kritiken einbrachte. Internationale Anerkennung erlangte er jedoch erst 1980 durch Melvin und Howard. Dass er auch für ein größeres Publikum drehen konnte, bewies er 1984 mit Swing Shift, bei dem er erstmals mit Stars wie Goldie Hawn und Kurt Russell zusammenarbeitete. Ebenfalls 1984 entstand Stop Making Sense, die Dokumentation eines Konzerts der New-Wave-Band Talking Heads. Demme arbeitete noch weitere Male für die Musikbranche, so drehte er zum Beispiel Videoclips für New Order, Suzanne Vega, Bruce Springsteen, The Neville Brothers, Artists United Against Apartheid und andere. 1988 entstand Die Mafiosi-Braut mit Michelle Pfeiffer und Matthew Modine in den Hauptrollen, eine Komödie, die einige Auszeichnungen für die Leistungen ihrer Darsteller erhielt und bei der David Byrne von den Talking Heads für die Filmmusik verantwortlich zeichnete.
1989 erhielt Demme von Orion Pictures das Angebot, Thomas Harris’ Erfolgsroman Das Schweigen der Lämmer zu verfilmen. Die Romanverfilmung wurde sowohl in kommerzieller als auch in künstlerischer Hinsicht ein Welterfolg. Die Verfilmung ist der dritte und bislang auch letzte Film, der den Oscar in den fünf wichtigsten Kategorien, den sogenannten Big Five, gewann. Der Film wurde 2011 ins National Film Registry for Preservation aufgenommen. Demme drehte 1993 Philadelphia, der ebenfalls ein kommerzieller Erfolg wurde. Mit dem Spielfilm Menschenkind von 1998, der Verfilmung eines Romanes der Nobelpreisträgerin Toni Morrison, und den Neuverfilmungen The Truth About Charlie und The Manchurian Candidate konnte er nicht mehr an seine Erfolge anknüpfen. 2008 wurde sein Drama Rachels Hochzeit bei den 65. Filmfestspielen von Venedig als Wettbewerbsbeitrag uraufgeführt.
Politisch engagierte sich Demme mit Filmen für die Demokratie in Haiti. Er war Gründungsmitglied der Organisation Artists United for Democracy in Haiti und arbeitete an weiteren Haiti-Projekten. Anfang der 1980er Jahre gründete er mit Gary Goetzman die Produktionsfirma Clinica Estetico.

## Privatleben
Demme war zunächst mit der Regisseurin und Produzentin Evelyn Purcell verheiratet. Aus seiner zweiten Ehe mit Joanne Howard gingen drei Töchter hervor. Sein 2002 verstorbener Neffe Ted Demme war ebenfalls Regisseur. Jonathan Demme starb am 26. April 2017 im Kreise seiner Familie an Speiseröhrenkrebs.

## Filmografie (Auswahl)
Regisseur
- 1974: Das Zuchthaus der verlorenen Mädchen (Caged Heat)
- 1975: Verrückte Mama (Crazy Mama)
- 1976: Mach ein Kreuz und fahr zur Hölle (Fighting Mad)
- 1977: Flotte Sprüche auf Kanal 9 (Handle with Care)
- 1978: Columbo: Mord à la Carte (Murder Under Glass, Fernsehreihe)
- 1979: Tödliche Umarmung (Last Embrace)
- 1980: Melvin und Howard (Melvin and Howard)
- 1984: Stop Making Sense (Konzertfilm)
- 1984: Swing Shift – Liebe auf Zeit (Swing Shift)
- 1986: Gefährliche Freundin (Something Wild)
- 1987: Nach Kambodscha schwimmen (Swimming to Cambodia)
- 1988: Die Mafiosi-Braut (Married to the Mob)
- 1991: Das Schweigen der Lämmer (The Silence of the Lambs)
- 1993: Philadelphia
- 1998: Menschenkind (Beloved)
- 2002: The Truth About Charlie
- 2004: Der Manchurian Kandidat (The Manchurian Candidate)
- 2006: Neil Young: Heart of Gold
- 2007: Jimmy Carter – Der Mann aus Georgia (Jimmy Carter Man from Plains)
- 2008: Rachels Hochzeit (Rachel Getting Married)
- 2009: Neil Young: Trunk Show
- 2011: Neil Young: Journeys
- 2011: A Gifted Man (Fernsehserie, Episode 1x01)
- 2013: A Master Builder
- 2013–2014: The Killing (Fernsehserie, 2 Episoden)
- 2015: Ricki – Wie Familie so ist (Ricki and the Flash)
- 2016: Justin Timberlake + the Tennessee Kids (Konzertfilm)
- 2017: Seven Seconds (Fernsehserie, 1 Episode)

Produzent
- 1990: Miami Blues
- 2002: Adaption – Der Orchideen-Dieb (Adaptation.)

Schauspieler
- 1976: Hollywood Boulevard – Regie: Joe Dante und Allan Arkush
- 1977: Der Planet Saturn läßt schön grüßen (The Incredible Melting Man) – Regie: William Sachs
- 1979: Tödliche Umarmung (Last Embrace)
- 1985: Kopfüber in die Nacht (Into the Night) – Regie: John Landis
- 1996: That Thing You Do! – Regie: Tom Hanks

## Auszeichnungen
- 1991: Gotham Award für seine bisherigen Regie-Leistungen
- 1991: Silberner Bär für die beste Regie (Das Schweigen der Lämmer) auf der Berlinale
- 1992: BAFTA-Award-Nominierung für die beste Regie (Das Schweigen der Lämmer)
- 1992: Oscar für die beste Regie (Das Schweigen der Lämmer)
- 2004: Gotham Award für den besten Dokumentarfilm (The Agronomist)